# Aareavaara
Aareavaara är en by i Pajala kommun. Från 1990 till 2023 klassades orten av SCB som en småort. Byn ligger vid det 250 m höga berget med samma namn, vid svensk-finska gränsen och vid gränsälven Muonioälvens södra strand, cirka 35 km norr om centralorten Pajala och cirka 70 km (vägavstånd) väster om finska skidorten Ylläs, intill riksväg 99.

## Historia

### Norrlands äldsta boplats
År 2009 genomförde Norrbottens museum arkeologiska undersökningar kring Aareavaara inför anläggandet av järnväg till Tapuli-gruvan. Ett par kilometer öster om byn, på heden Koskenkangas vid Muonioälven, hittades kvartsavslag och brända ben som avslöjade att där funnits två lägerplatser. Baserat på kol-14-datering av benbitar (som placerar det äldsta fyndet till 11300 år gammalt ± 500 års standardavvikelse), i kombination med beräkningar av den tidpunkt då platsen borde ha stuckit upp ovanför vattenytan, anses fynden vara 10 600 år gamla, vilket var den dittills äldsta dateringen av boplatsfynd i Norrland. De var samtida med de äldsta boplatserna inom den så kallade Komsakulturen vid den norska Ishavskusten.
Analyser av pollen och makrofossil i sedimentprover från två närbelägna sjöar har visat att den senaste inlandsisen nyligen hade dragit sig tillbaka från området när lägerplatserna var i bruk. De låg då på varsin liten ö i Ancylussjön, nära fastlandet. Landskapet där dominerades av en öppen subarktisk tundravegetation dominerad av vide och dvärgbjörk samt med enstaka fjällbjörkar. På marken växte gräs och halvgräs.
Vid utgrävningarna hittades en mängd bitar av bearbetad sten, ungefär 200 kvartsbitar och 40 fyllitbitar, mest avslag från redskapstillverkning. Däremot har inga färdiga redskap påträffats, vilket gör det svårt att göra några kulturella jämförelser med andra boplatsfynd. Vidare hittades omkring 10 gram benfragment, alla mer eller mindre brända. Fragmenten är så små att de inte har kunnat artbestämmas, men eftersom de kommer från något större landdjur har ren och älg förts fram som troligaste arter. Lägerplatsen vid Aareavaara är i så fall en av mycket få (tillsammans med bland andra boplatserna vid Dumpokjauratj och Kangos) som visar att det funnits en renjägartid under mesolitikum i Norrland.

### Befolkningsutveckling
| Befolkningsutvecklingen i Aareavaara 1960–2015                                       | Befolkningsutvecklingen i Aareavaara 1960–2015 | Befolkningsutvecklingen i Aareavaara 1960–2015 | Befolkningsutvecklingen i Aareavaara 1960–2015 | Befolkningsutvecklingen i Aareavaara 1960–2015 |
| ------------------------------------------------------------------------------------ | ---------------------------------------------- | ---------------------------------------------- | ---------------------------------------------- | ---------------------------------------------- |
|                                                                                      |                                                |                                                |                                                |                                                |
| År                                                                                   |                                                |                                                | Folkmängd                                      | Areal (ha)                                     |
| 1960                                                                                 | 1960                                           |                                                | 159                                            | ¤                                              |
| 1990                                                                                 | 1990                                           |                                                | 85                                             | 38#                                            |
| 1995                                                                                 | 1995                                           |                                                | 78                                             | 41#                                            |
| 2000                                                                                 | 2000                                           |                                                | 62                                             | 41#                                            |
| 2005                                                                                 | 2005                                           |                                                | 63                                             | 41#                                            |
| 2010                                                                                 | 2010                                           |                                                | 68                                             | 41#                                            |
| 2015                                                                                 | 2015                                           |                                                | 51                                             | 44#                                            |
| Anm.: 1960 som Areavaara. ¤ Som tätortsbebyggelse med 150-199 invånare # Som småort. |                                                |                                                |                                                |                                                |

Vid folkräkningen den 31 december 1890 bodde 14 personer i byn.

## Omgivande orter
Nedanstående graf beskriver ett urval orter i omgivningen, inom en radie av 45 kilometer.